# أحادي فلوريد الألومنيوم
أحادي فلوريد الألومنيوم مركب كيميائي صيغتة الكيميائية  AlF. ويتكون هذا المركب  المراوغ من التفاعل بين ثلاثي فلوريد الألمنيوم والألومنيوم المعدني في درجات حرارة مرتفعة ولكن تعود المواد المتفاعلة بسرعة عند تبريدها.  المجموعات المشتقة من هاليدات الألمنيوم ذات الصلة يمكن أن تكون مستقرة باستخدام روابط معينة. إكتشف عن هذا الجزيء في الوسط بين النجوم، حيث الجزيئات لزجة جدا والاصطدامات بين الجزيئات هي غير مهمة.